# USA for Africa
USA for Africa (United Support of Artists for Africa, tạm dịch Liên hiệp các nghệ sĩ ủng hộ châu Phi) là danh xưng mà 44 ca sĩ nổi tiếng của Hoa Kỳ do Michael Jackson và Lionel Richie đứng đầu sử dụng để thu âm đĩa đơn hit "We Are the World" vào năm 1985. Ca khúc mang về vị trí dẫn đầu các bảng xếp hạng ở Hoa Kỳ và Vương quốc Anh cho nhóm vào tháng 4 năm đó. Siêu nhóm nhạc này lấy cảm hứng từ siêu nhóm nhạc Band Aid của Bob Geldof.
Phần lớn lợi nhuận từ tổ chức này được chuyển tới Quỹ USA for Africa, và chúng được sử dụng cho mục đích giảm thiểu đói nghèo và bệnh tật ở châu Phi và đặc biệt là sau nạn đói 1983–1985 ở Ethiopia.
USA for Africa ngoài ra còn tổ chức một sự kiện gây quỹ với tên gọi Hands Across America, thu hút gần bảy triệu người cùng nắm tay nhau trong vòng mười lăm phút dọc một tuyến đường ngang qua lục địa Hoa Kỳ. Những người tham gia trả mười đô-la để có chỗ đứng trong hàng và số tiền thu được dùng để hỗ trợ cho những người thiếu đói và vô gia cư ở châu Phi.
Tổng số tiền quyên được từ việc bán đĩa "We Are the World" và sự kiện Hands Across America vào khoảng gần 100 triệu USD.

## AlbumWe Are The World
1. "We Are the World" (USA for Africa)
2. "If Only for the Moment, Girl" (Steve Perry)
3. "Just a Little Closer" (The Pointer Sisters)
4. "Trapped" (Bruce Springsteen & Ban nhạc The E Street)
5. "Tears Are Not Enough" (Northern Lights)
6. "4 the Tears in Your Eyes" (Prince & The Revolution)
7. "Good for Nothing" (Chicago)
8. "Total Control" (Tina Turner)
9. "A Little More Love" (Kenny Rogers)
10. "Trouble in Paradise" (Huey Lewis and the News)

## Ca sĩ biểu diễn
| - Dan Aykroyd (Ca sĩ người Canada duy nhất và là một trong hai ca sĩ không phải người Mỹ) - Harry Belafonte - Lindsey Buckingham (của Fleetwood Mac) - Kim Carnes - Ray Charles - Bob Dylan - Sheila E. - Bob Geldof (thành viên duy nhất của Band Aid, người Ireland duy nhất và là một trong hai ca sĩ không phải người Mỹ) - Hall & Oates (Daryl Hall và John Oates) - James Ingram - Jackie Jackson - La Toya Jackson - Marlon Jackson - Michael Jackson - Randy Jackson - Tito Jackson - Al Jarreau - Waylon Jennings | - Billy Joel - Cyndi Lauper - Huey Lewis và the News (Sean Hopper, Bill Gibson, Johnny Colla, Mario Cipollina, và Chris Hayes) - Kenny Loggins - Bette Midler - Willie Nelson - Jeffrey Osborne - Steve Perry (sau này là ca sĩ hát chính của ban nhạc Journey) - The Pointer Sisters (Anita Pointer, Bonnie Pointer và Ruth Pointer) - Lionel Richie - Smokey Robinson - Kenny Rogers - Diana Ross - Paul Simon - Bruce Springsteen - Tina Turner - Dionne Warwick - Stevie Wonder |